# Justina Ruiz de Conde
Justina Ruiz Malaxechevarría (Madrid, 30 de noviembre de 1909 –  Martha’s Vineyard, 1 de diciembre de 2000), conocida por su matrimonio como Justina Ruiz de Conde (nombre con el que firmó todas sus publicaciones), fue una intelectual y activista republicana española que en su exilio estadounidense dirigió durante casi un cuarto de siglo el Departamento de Español del prestigioso Wellesley College y publicó importantes obras sobre temas de literatura española, desde la novela de caballerías hasta poetas del siglo XX, como Antonio Machado y Jorge Guillén.

## Biografía
Justina Eloína Ruiz nació en Madrid el 30 de noviembre de 1909. Aunque comenzó estudiando música y danza, se licenció en Derecho por la Universidad de Madrid en 1932. En esta época trabajó, como secretaria de Clara Campoamor, en la Juventud Universitaria Femenina y en la Federación Internacional de Mujeres Universitarias, de la que la segunda era a su vez secretaria. 
Durante la Guerra Civil, Justina residió en Barcelona, donde participó activamente en la organización de servicios de acogida para niños refugiados. Este trabajo la llevó en misión diplomática, en busca de ayuda humanitaria, a Estados Unidos, donde presentó personalmente su causa a la primera dama Eleanor Roosevelt.
En esta época Justina contrajo matrimonio con el médico militar Manuel Conde López, cuyo primer apellido incorporó al suyo, siguiendo la costumbre española de la época. Al acabar la guerra los cónyuges marcharon por separado al exilio, ella a Francia y el Dr. Conde a Nueva York. Más tarde el matrimonio se divorciaría, pero ella seguiría firmando como Justina Ruiz de Conde.
Al llegar a Francia, Justina Ruiz intentó proseguir sus estudios de Derecho en la Sorbona, pero el enrarecido clima político la indujo a partir hacia Estados Unidos, arribando a Boston el mismo año 1939. Al principio dio clases en la Abbott Academy y en el Middlebury College de Vermont (en el que Pedro Salinas impartía cursos de verano desde 1937), antes de obtener la licenciatura en artes (M.A.) en 1943 y el doctorado en Filosofía (Ph.D.) en 1945, ambos grados por el Radcliffe College.
Justina se incorporó al Wellesley College en 1941 y allí fue progresando por el escalafón académico hasta alcanzar el grado de catedrática (full professor) en 1958.  Desde 1946 era ya directora del Departamento de Español de la Universidad, puesto que mantendría hasta 1970. Se jubiló en 1975, pero se mantuvo activa en el Centro de Investigaciones sobre la Mujer de la misma Universidad.
Desde su exilio, Justina Ruiz de Conde, contribuyó, junto a Isabel García Lorca y otras del exilio interior, a la fundación, en 1953, de la Asociación Española de Mujeres Universitarias, que venía a suponer el resurgimiento de la antigua Juventud Universitaria Femenina, apartándose del encuadramiento falangista de la Sección Femenina.
Ya anciana, Justina Ruiz comenzó a recibir el reconocimiento de la España democrática. Con motivo de su octogésimo cumpleaños, la Asociación de Licenciados y Doctores Españoles en EE. UU. le dedicó un libro-homenaje, en el que colaboraron, entre otros, Jorge Guillén, Julián Marías o Rafael Lapesa. Y en 1998 el Gobierno español la nombró dama de la Orden de Isabel la Católica.
Justina Ruiz de Conde murió en Martha’s Vineyard el 1 de diciembre de 2000, a los 91 años de edad. Sus papeles personales, que incluyen numerosa correspondencia con poetas e intelectuales españoles de su época, se custodian en los archivos del Wellesley College.

## Principales publicaciones
(Solo se recogen las obras publicadas en forma de libro, no los artículos en revistas especializadas)
- El amor y el matrimonio secreto en los libros de caballerías (Aguilar, Madrid, 1948)
- Antonio Machado y Guiomar (Ínsula, Madrid, 1964)
- El Cántico americano de Jorge Guillén (Mauricio D’Ors Editor, Madrid, 1973).